# Спутник (футбольный клуб, Кимры)
«Спутник» — российский футбольный клуб из города Кимры. Основан в 1935 году и представлял Савёловский машиностроительный завод. Выступал сначала на городском уровне, а с 1950 года в первой группе чемпионата Калининской области по футболу под названиями «Крылья Советов», «Зенит», «Машиностроительный завод», «Труд» и «Спутник».

## История
В 1989 году клуб занял 3-е место в турнире клубов «Нечерноземья» и получил право играть в турнире КФК. В 1990 году принял участие в первенстве КФК РСФСР и занял 5 место из 12 в турнире зоны «Центр». В следующем году команда выступила в этом же турнире уже успешней, победив в 1 подгруппе зоны «Центр» среди 16 команд, а затем в финальном общероссийском турнире заняла итоговое третье место. Это позволило команде заявиться в 1992 году во вторую лигу, в которой клуб занял 15 место. В первенстве 1993 года «Спутник» снялся после 7 игр.

## Достижения
1/128 финала Кубка России по футболу — 1994
8-кратный чемпион Калининской области по футболу — 1967, 1973, 1976, 1977, 1978, 1979, 1981, 1989
6-кратный серебряный призёр чемпионата Калининской (Тверской) области по футболу — 1963, 1966, 1971, 1972, 1974, 1990
3-кратный бронзовый призёр чемпионата Калининской области по футболу — 1962, 1975, 1982
Победитель кубка Калининской области по футболу — 1970, 1974, 1976, 1978, 1983, 1985, 1988
Финалист кубка области — 1964, 1973, 1975, 1979, 1980, 1981, 1982
Участник кубков РСФСР для коллективов физической культуры — 1955, 1970, 1974, 1976, 1978, 1989

## Выступление вКубке России 1992/1993
| 1/256 финала |
| ------------ |

| Вышний Волочек 18 апреля 1992 | \| Волочанин \| 1:0 отчёт \| Спутник \| \| Шаров (пен.) \| Голы \| \| | Стадион «Спартак» Зрителей: 1500 Судьи: С. Германчук, О. Гезин, Н. Голубев (все - Санкт-Петербург) |
| Волочанин                     | 1:0 отчёт                                                             | Спутник                                                                                            |
| Шаров (пен.)                  | Голы                                                                  | |

## Выступление вКубке России 1993/1994
| 1/128 финала |
| ------------ |

| Кимры 18 апреля 1993         | \| Спутник \| 2:3 отчёт \| Торпедо \| \| Мутовкин 14′ · Постников 63′ \| Голы \| Сухов 23′ · Криволапов 52′ · Исаев 78′ (пен.) \| | Стадион «Спутник» Зрителей: 2800 Судьи: М. Миронов (Москва), И. Лебедев, В. Беседин (оба - Саратов) |
| Спутник                      | 2:3 отчёт | Торпедо                                                                                             |
| Мутовкин 14′ · Постников 63′ | Голы | Сухов 23′ · Криволапов 52′ · Исаев 78′ (пен.)                                                       |